# Danh sách đơn vị hành chính Thiên Tân
Thành phố Thiên Tân, Trung Quốc được chia ra thành các đơn vị hành chính sau:
- 16 đơn vị cấp huyện
  - 6 khu (quận) nội thành
  - 1 khu (quận) ven biển
  - 4 khu (quận) ven đô
  - 5 khu (quận) ngoại thành
- 244 đơn vị cấp hương
  - 121 trấn/ thị trấn
  - 5 hương/ xã
  - 1 hương dân tộc
  - 117 nhai đạo

Tất cả các đơn vị hành chính này được giải thích chi tiết trong bài phân cấp hành chính Trung Quốc. Danh sách sau chỉ liệt kê các đơn vị hành chính cấp huyện của Thiên Tân.
| Quận, huyện        | Quận, huyện                                                                                             | Diện tích (km²) | Dân số (thống kê 2000) |
| ------------------ | --- | --------------- | ---------------------- |
| • Quận nội thành   | Hòa Bình (和平区) Hà Đông (河东区) Hà Tây (河西区) Nam Khai (南开区) Hà Bắc (河北区) Hồng Kiều (红桥区) |                 |                        |
| • Quận ven biển    | Tân Hải (滨海新区)                                                                                      |                 |                        |
| • Quận ven đô      | Đông Lệ (东丽区) Tây Thanh (西青区) Bắc Thần (北辰区) Tân Nam (津南区)                                  |                 |                        |
| • Quận ngoại thành | Vũ Thanh (武清区) Bảo Trì (宝坻区) Kế Châu (蓟州区) Tĩnh Hải (静海区) Ninh Hà (宁河区)                  |                 |                        |